# Григорів (Івано-Франківський район)
Григо́рів — село на межі з Львівською областю, в складі Рогатинської міської об'єднаної територіальної громади, Івано-Франківського району, Івано-Франківської області.

## Топоніміка
Згідно з дослідженням директора восьмирічної школи Степана Зобківа, назва походить від словосполучень «Гори гора».

## Історія
Григорів — одне з стародавніх поселень України.
Згадується 20 листопада 1447 року в книгах галицького суду.
У податковому реєстрі 1515 року в селі документується піп (отже, уже тоді була церква), млин і 2 ланів (близько 50 га) оброблюваної землі та ще 1 1/2 лану орендованої Петром.
В 1850 р. у селі була споруджена церква Різдва Пречистої Діви Марії.
У 1931 р. у селі проживало 1366 осіб, із них 362 — поляки, 10 — євреї.
У 1939 році в селі проживало 1490 мешканців (910 українців, 450 поляків, 120 польських колоністів, 10 євреїв).
У 1991 р. в селі за ініціативи Богдана Возняка створюється осередок Народного Руху України за перебудову. До НРУ ввійшли: Я. Гнип, О. Дорошенко, О. Нагірний, Д. Озарків, В. Перегінець, С. Сохан, С. Тарасюк, Г. Чегрінська.
12 червня 2020 року, відповідно до Розпорядження Кабінету Міністрів України  № 714-р «Про визначення адміністративних центрів та затвердження територій територіальних громад Івано-Франківської області», увійшло до складу Рогатинської міської громади.
19 липня 2020 року, в результаті адміністративно-територіальної реформи та ліквідації Рогатинського району, село увійшло до складу новоутвореного Івано-Франківського району.

## Сьогодення
Станом на 01.01.2009 р. населення становило 464 особи.

## Відомі люди
- Огоновський Омелян Михайлович — український учений-філолог і громадський діяч, член-кореспондент Польської АН.